# Androsace brachystegia
Androsace brachystegia är en viveväxtart som beskrevs av Hand.-mazz. Androsace brachystegia ingår i släktet grusvivor, och familjen viveväxter. Inga underarter finns listade i Catalogue of Life.

## Bildgalleri

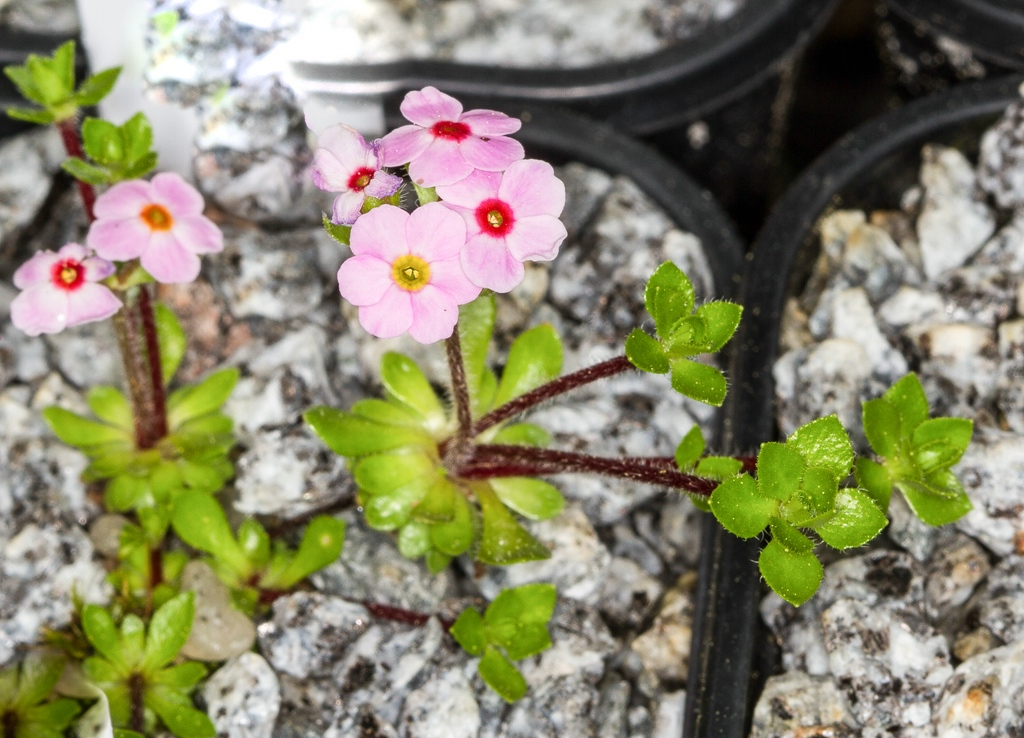